# Ernák
A Ernák Attila hun uralkodó harmadik fiának neve, aminek a helyes olvasata Irnik vagy Irnek lenne. Valószínűleg a germán Arnold név Ernke, Erne változatából való, de származtatják a török nyelvből is, jelentése ez esetben férfi.

## Képzett és rokon nevek
- Irnik:[1] az Ernák eredetibb változata.[3]

Arnold

## Gyakorisága
Az 1990-es években az Ernák és Irnik szórványos név, a 2000-es években nem szerepelnek a 100 leggyakoribb férfinév között.

## Névnapok
- március 25.[2]

## Híres Ernákok és Irnikek
Attila hun uralkodó fia, Ernák (453-tól 503)